# Crematogaster phoenix
Crematogaster phoenix är en myrart som beskrevs av Santschi 1921. Crematogaster phoenix ingår i släktet Crematogaster och familjen myror. Inga underarter finns listade i Catalogue of Life.